# 3 Dywizja Czarnych Koszul

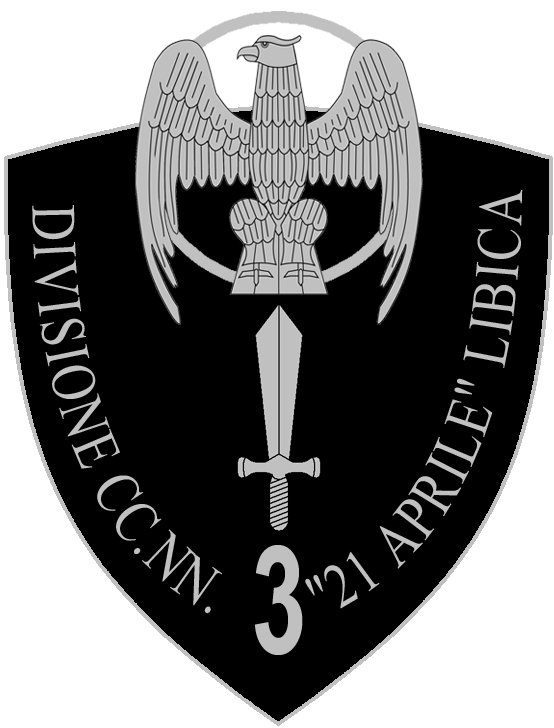
Herb 3 Dywizji Czarnych Koszul

3 Dywizja Czarnych Koszul „21 Aprile” – jeden z włoskich związków taktycznych okresu II wojny światowej, operujący na terenie Afryki.

## Skład w 1940
- 181 pułk Czarnych Koszul,
- 203 pułk Czarnych Koszul,
- 203 pułk artylerii,
- inne służby.